# Barbus huloti
Barbus huloti là một loài cá vây tia thuộc họ Cyprinidae.
Loài này có ở Cộng hòa Dân chủ Congo và Uganda.
Môi trường sống tự nhiên của chúng là sông ngòi.